# کفال توبرن
کفال توبرن (نام علمی: Xenomugil thoburni) نام یک گونه از تیره ماهی کفال است.